# سواونگوویتسه
سواونگوویتسه (به لهستانی:  Sławniowice) یک روستا در لهستان است که در گمینا گووخووازه واقع شده‌است. سواونگوویتسه ۵۵۰ نفر جمعیت دارد.